# Diocèse de Riobamba
Le diocèse de Riobamba (en latin : Dioecesis Rivibambensis ; en espagnol : Diócesis de Riobamba) est un diocèse de l'Église catholique en Équateur, suffragant de l'archidiocèse de Quito.

## Territoire
Le diocèse gère la province de Chimborazo. Il possède un territoire d'une superficie de 7 014 km2 divisé en 55 paroisses. L'évêché est dans la ville de Riobamba avec la cathédrale saint Pierre. Dans la même ville, se trouve la basilique du Sacré Cœur (es).
Le Señor del Buen Suceso est une statue du Christ aux outrages dont la légende rapporte plusieurs faits extraordinaires et qui est conservé dans l'église du monastère des conceptionnistes de Riobamba. Il est porté en procession durant la semaine sainte,. Un oratoire proche du monastère garde une image similaire mais sous forme de tableau sous le nom de Señor de la Justicia.
La procession de la statue de l'Enfant Jésus connu sous le nom de Niño Rey de Reyes (Enfant Roi des Rois) donne lieu à une fête très représentative du folklore andin de Riobamba.
Toujours à Riobamba, le sanctuaire de la Madre Mercedes conserve les reliques de la bienheureuse Mercedes de Jesús Molina, fondatrice des sœurs de sainte Marianne de Jésus.

## Histoire
Le diocèse est érigé le 29 décembre 1862 par le pape Pie IX sous le nom de diocèse de Bolívar (Diœcesis Bolivarensis) en prenant sur le territoire du diocèse de Cuenca, Il est nommé suffragant de l'archidiocèse de Quito dès sa création.
En 1870, un violent orage s'abat sur Riobamba mettant en péril plusieurs familles, les fidèles se tournent vers sainte Barbe, qui est spécialement invoquée contre la foudre et les dégâts des orages. C'est pour cette raison que José Ordóñez, 1er évêque du diocèse, reconnaît sainte Barbe comme patronne du diocèse.
Le 25 août 1955, il change son nom de diocèse de Bolívar pour celui de Riobamba. Le 29 décembre 1957, en vertu du décret Maiori animarum bono de la congrégation pour les évêques, l'archidiocèse de Cuenca lui cède les cantons d'Alausí et de Chunchi pour faire correspondre le territoire du diocèse avec celui de la province de Chimborazo. Dans le même temps, Riobamba cède une partie de son territoire pour l'érection du diocèse de Guaranda.

## Évêques
- José Ignacio Ordóñez (1862-1882) nommé archevêque de Quito
  - Sede vacante (1882-1884)
- Arsenio Andrade y Landázuri (1884-1905)
  - Sede vacante (1905-1907)
- Andrés Machado, S.J (1907-1916) nommé évêque de Guayaquil
- Ulpiano María Pérez y Quiñones (1916-1918)
- Carlos María Javier de la Torre (1919-1926) nommé évêque de Guayaquil
  - Sede vacante (1926-1930)
- Alberto María Ordóñez Crespo (1930-1954)
- Leonidas Eduardo Proaño Villalba (1954-1985)
  - Sede vacante (1985-1987)
- Victor Alejandro Corral Mantilla (1987-2011)
- Julio Parrilla Díaz (2013-2021)
- José Bolivar Piedra Aguirre (2022- )